# Saint-Martin-du-Bois (Maine-et-Loire)
Saint-Martin-du-Bois ist eine Ortschaft und eine Commune déléguée in der französischen Gemeinde Segré-en-Anjou Bleu mit 969 Einwohnern (Stand: 1. Januar 2022) im Département Maine-et-Loire in der Region Pays de la Loire. Die Einwohner werden Boscoviens genannt.
Die Gemeinde Saint-Martin-du-Bois wurde am 15. Dezember 2016 mit 14 weiteren Gemeinden, namentlich Aviré, Le Bourg-d’Iré, La Chapelle-sur-Oudon, Châtelais, La Ferrière-de-Flée, L’Hôtellerie-de-Flée, Louvaines, Marans, Montguillon, Noyant-la-Gravoyère, Nyoiseau, Sainte-Gemmes-d’Andigné, Saint-Sauveur-de-Flée und Segré zur neuen Gemeinde Segré-en-Anjou Bleu zusammengeschlossen. Sie gehörte zum Arrondissement Segré und zum Kanton Segré.

## Geographie
Saint-Martin-du-Bois liegt etwa 30 Kilometer nordwestlich von Angers. Der Oudon begrenzte die Gemeinde im Süden. Umgeben wurde die Gemeinde Saint-Martin-du-Bois von den Nachbargemeinden Montguillon im Norden, La Jaille-Yvon im Nordosten, Chambellay im Osten, Montreuil-sur-Maine im Südosten, Le Lion-d’Angers im Süden, Louvaines im Westen und Südwesten sowie Aviré im Westen.

## Bevölkerungsentwicklung
| Jahr                      | 1962 | 1968 | 1975 | 1982 | 1990 | 1999 | 2006 | 2013 |
| Einwohner                 | 786  | 766  | 670  | 691  | 671  | 684  | 774  | 938  |
| Quelle: Cassini und INSEE |      |      |      |      |      |      |      |      |

## Sehenswürdigkeiten
- Kirche Saint-Martin-de-Tours aus dem Jahre 1878
- Schloss Le Percher, seit 1922 Monument historique
- Schloss Danne, 1826 erbaut, seit 1980 Monument historique
- Schloss La Lizière aus dem 19. Jahrhundert
- Herrenhaus Le Ponceau aus dem 15./16. Jahrhundert
- Herrenhaus La Chartenay aus dem 16. Jahrhundert
- Herrenhaus Le Coudray aus dem 15./16. Jahrhundert mit Campanile

## Persönlichkeiten
- René Goupil (1608–1642), Missionar in Nordamerika
- Jean Arthuis (* 1944), Politiker (UDI), Wirtschafts- und Finanzminister Frankreichs (1995–1997), MdEP